# Snoghøj
Snoghøj är en tidigare tätort i Region Syddanmark i Danmark, som sedan 2007 är sammanvuxen med Fredericia. Tätorten hade 2 461 invånare (2006). Den ligger i Fredericia kommun på halvön Jylland, cirka 5,5 kilometer sydväst om Fredericia.